# ZhongDe Waste Technology
ZhongDe Waste Technology AG (chinesisch 中德垃圾技术公司, Pinyin Zhōngdé lājī jìshù gōngsī) ist ein deutsch-chinesischer Hersteller von Müllverbrennungsanlagen mit Sitz in Frankfurt am Main und operativer Hauptzentrale in Peking.
Seit 1996 hat das Unternehmen über 180 Müllverbrennungsanlagen in China verkauft. Die Mehrheit der Anlagen wurde dabei für klinischen Abfall sowie kleine und mittelgroße chinesische Städte errichtet. Die wichtigste Produktionsstätte der Gruppe befindet sich in Fuzhou.
Am 6. Juli 2007 ging ZhongDe als erstes chinesisches Unternehmen an den Prime Standard. Der Platzierungspreis des mehr als 13fach überzeichneten Papiers lag bei 26 Euro, die Erstnotiz bei 30 Euro. Vor dem Börsengang hielt der Vorstandsvorsitzende Chen Zefeng 68,03 Prozent der Aktien. Mit dem Hauptversammlungsbeschluss vom 28. Juni 2011 verlegte das Unternehmen am 14. September 2011 seinen Sitz von Hamburg nach Frankfurt am Main. Dort bezog das Unternehmen Büroräumlichkeiten im 25. Stockwerk des Messeturms.
Der Name ZhongDe steht für China und Deutschland.